# Víctor Amadeo de Anhalt-Bernburg-Schaumburg-Hoym

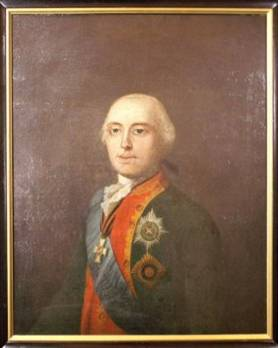
Víctor Amadeo de Anhalt-Bernburg-Schaumburg-Hoym

Víctor Amadeo de Anhalt-Bernburg-Schaumburg-Hoym (21 de mayo de 1744, Schaumburg - 2 de mayo de 1790) fue un príncipe alemán de la Casa de Ascania de la rama de Anhalt-Bernburg-Schaumburg-Hoym y un general ruso al servicio de la emperatriz Catalina II la Grande.
Era el sexto hijo (aunque el quinto en sobrevivir) del Príncipe Víctor I Amadeo Adolfo de Anhalt-Bernburg-Schaumburg-Hoym, y el tercero de su segunda esposa, la Condes Eduviges Sofía Henckel de Donnersmarck.

## Biografía
Como el más joven de los hijos varones del Príncipe Víctor I, Víctor Amadeo tenía pocas posibilidades de heredar cualquiera de los territorios familiares. Por este motivo eligió seguir una carrera militar y entró en el ejército ruso en 1772.
El 10 de julio de 1775 Víctor Amadeo fue elegido Mayor General y cuatro meses más tarde, el 26 de noviembre, le fue concedida la Orden de San Jorge de IV Clase por sus destacados servicios. El 28 de junio de 1782 fue ascendido a Teniente General.
Desde el inicio de la campaña turca del Príncipe Potemkin, en 1788, Víctor Amadeo entró en su ejército y se distinguió en la batalla de Ochakov, donde fue el comandante de las dos primeras columnas que asaltaron las murallas de la fortaleza; por ello le fue concedida el 16 de diciembre de 1788 la Orden de San Jorge de II Clase.
Al año siguiente, Víctor Amadeo tomó parte activa en la captura de las ciudades de Căuşeni, Akkerman y Bender, por lo que fue recompensado por su distinción con las Órdenes de San Alejandro Nevski y San Andrés.
En 1790 el Príncipe se unió al ejército del Conde Ivan Saltykov en Finlandia, el teatro de operaciones de la guerra ruso-sueca. Esta fue su última acción militar: al inicio de las hostilidades, Víctor Amadeo envió un destacamento para expulsar el enemigo de Pardakoski y Kernikoski y, el 18 de abril, mientras las tropas atacaban a los suecos, fue herido fatalmente en su pierna derecha, obligandole a abandonar el campo de batalla, muriendo algunos días más tarde.
El nombre del Príncipe de Anhalt-Bernburg-Schaumburg-Hoym estuvo muy unido al del famoso general ruso Barclay de Tolly, quien inició su servicio activo bajo su mando. Víctor Amadeo fue el primero a quien llamó la atención del talento militar de Barclay; cuando el Príncipe estaba muriendo, le dio a Barclay su espada, de la que nunca se separó.

## Matrimonio e hijos
En Schaumburg el 21 de abril de 1778 Víctor Amadeo contrajo matrimonio con Magdalena Sofía (Braunfels, 4 de junio de 1742 - Homburg vor der Höhe, 21 de enero de 1819), hija del Príncipe Federico Guillermo de Solms-Braunfels. Tuvieron un hijo:
1. Víctor Amadeo (Homburg vor der Höhe, 19 de junio de 1779 - Homburg vor der Höhe, 4 de marzo de 1783).